# Longquanyi Stadium
Longquanyi Stadium (chiń. 龙泉驿足球场; pinyin Lóngquányì Zúqiúchǎng) – stadion piłkarski w Chengdu, w Chinach. Obiekt może pomieścić 27 333 widzów. Został otwarty w 2004 roku. Stadion był jedną z aren piłkarskiego Pucharu Azji 2004. Rozegrano na nim sześć spotkań fazy grupowej oraz jeden ćwierćfinał turnieju.